# Sammy, the Way-Out Seal
Pour plus de détails, voir Fiche technique et Distribution.
Sammy, the Way-Out Seal est un téléfilm réalisé par Norman Tokar, produit par Walt Disney Productions et diffusé en deux épisodes à la télévision en 1962 dans l'émission Walt Disney's Wonderful World of Color.

## Fiche technique
- Titre original : Sammy, the Way-Out Seal
- Réalisateur : Norman Tokar assisté de John D. Bloss
- Scénario : Norman Tokar
- Direction artistique : Carroll Clark, Marvin Aubrey Davis
- Image : Gordon Avil
- Montage : Grant K. Smith
- Musique : Oliver Wallace
- Technicien du son : Robert O. Cook
- Décors : Armor E. Goetten, Emile Kuri
- Costumes : Chuck Keehne
- Maquillage : Pat McNalley
- Coiffure : Ruth Sandifer
- Dresseur : Bennie Kirkbride
- Producteur : Winston Hibler (coproducteur)
- Société de production : Walt Disney Productions

Sauf mention contraire, les informations proviennent des sources suivantes :  IMDb

## Distribution
- Jack Carson : Harold Sylvester
- Robert Culp : Chester 'Chet' Loomis
- Patricia Barry : Helen Loomis
- Elisabeth Fraser : Lovey Sylvester
- Michael McGreevey : Arthur Loomis
- Bill Mumy : Petey Loomis
- Ann Jillian : Porsche 'Rocky' Sylvester
- Renie Riano : Mrs. Crody

Source : Dave Smith et IMDb

## Origine et production
L'actrice Ann Jillian porte le blason du Camp de vacances présent dans La Fiancée de papa (1961),.
Le film a été diffusé dans l'émission Walt Disney's Wonderful World of Color (sur NBC) en deux parties le 28 octobre et le 4 novembre 1962,,.